# Doc-Direkt
Doc-Direkt, voor 1 januari 2011 Centrale Archief Selectiedienst, is een Nederlandse rijksdienst. Het is onderdeel van het ministerie van Binnenlandse Zaken en Koninkrijksrelaties en de interne dienstverlener op het gebied van informatiehuishouding voor de Rijksoverheid.
De dienst heeft vestigingen in:
- Apeldoorn
- Den Haag
- Winschoten